# Río Boulder (río Stillaguamish)
El río Boulder es un río del estado de Washington, Estados Unidos.

## Curso del río
El río Boulder se origina en la cordillera de las Cascadas entre el monte Higgins y el monte Whitehorse. De allí fluye hacia el noroeste y luego hacia el noreste a través del Boulder River Wilderness para eventualmente desembocar en el río Stillaguamish, que a su vez desemboca en Port Susan, el cual es parte del estrecho de Puget. El nacimiento del río son los lagos Craig, que se encuentran en las laderas de los llamados Three Fingers. Después de dejar los lagos, el río cae sobre los Craig Lake Falls y desemboca luego en el Boulder River Wilderness.
Desde allí el río fluye hacia el noroeste y fluye, una vez que gira hacia el noreste, sobre las cataratas Boulder. Luego, el río fluye sobre otra cascada, el Half Mile Falls, y finalmente desemboca en el río Stillaguamish.

## Afluentes
- Arroyo Gerkman
  - Arroyo Ditney